# Mandevilla espinosae
Mandevilla espinosae är en oleanderväxtart som beskrevs av R. E. Woodson. Mandevilla espinosae ingår i släktet Mandevilla och familjen oleanderväxter. Inga underarter finns listade i Catalogue of Life.